# Raymond Théberge
Raymond Théberge est le neuvième recteur de l’Université de Moncton du 1er juin 2012 au 26 janvier 2018, et le commissaire aux langues officielles du Canada à partir du 29 janvier 2018.

## Jeunesse et éducation
Raymond Théberge est né en 1952 en Sainte-Anne au Manitoba,. Titulaire d’un Doctorat en linguistique de l’Université McGill (1984), d’une Maîtrise ès arts en linguistique appliquée de l’Université d’Ottawa (1976) et d’un Baccalauréat en histoire du Collège universitaire de Saint-Boniface (1973), Raymond Théberge une feuille de route qui s’étend dans de nombreux domaines de l’éducation tant dans les milieux universitaires, associatifs et gouvernementaux.

## Carrière
Après ses études, Théberge devient directeur général de la Société franco-manitobaine, un poste qu'il occupa de 1983 à 1985. Entre 1985 et 2003, il a cumulé plusieurs fonctions reliées à l’enseignement, la recherche et l’administration universitaires. En 1985, il est devenu directeur du Centre de recherche du Collège universitaire de Saint-Boniface, poste qu’il a occupé pendant 18 ans. À l’intérieur de cette période, il a été professeur, professeur associé (Université Laval), directeur des programmes de deuxième cycle entre 2001 et 2003, président-directeur du Centre d’études franco-canadiennes de l’Ouest (1995-2004) ainsi que doyen suppléant en 1994-1995 de la Faculté des arts et des sciences sociales du Collège universitaire de Saint-Boniface (maintenant l'Université de Saint-Boniface). En 1997, Raymond Théberge a été nommé doyen de la Faculté d’éducation du Collège universitaire de Saint-Boniface. Il a occupé ce poste jusqu’en 2003.
Raymond Théberge compte plus de 20 publications arbitrées, 84 communications et interventions, trois livres, une bibliographie et 45 projets de recherche qui portent sur les thèmes suivants : éducation, communauté, communication, culture et économie.
Raymond Théberge a également accumulé une grande expérience comme haut fonctionnaire. Entre 2005 et 2009, il a été à la tête du Conseil des ministres de l’Éducation du Canada à titre de directeur général. Par la suite, il est devenu sous-ministre adjoint de la Division de l’éducation en langue française, de l’éducation des autochtones et de la recherche au ministère de l’Éducation et ministère de la Formation, des Collèges et Universités de l’Ontario. Avant d’accéder à ces postes, Raymond Théberge a été sous-ministre adjoint du Bureau de l’éducation française au ministère de l’Éducation, de la Citoyenneté et de la Jeunesse du Manitoba.
Raymond Théberge a été membre et vice-président du conseil d’administration de l’Association canadienne de l’éducation, membre du Conseil du Bureau International d’Éducation de l’UNESCO et membre du Groupe de travail pour la préparation de la Conférence Internationale de l’éducation.  Raymond Théberge a aussi présidé les instances suivantes : Council of the Deans and Directors of Education in Manitoba; Comité sur la formation des enseignants et les brevets d’enseignement du Manitoba; Groupe de travail ministériel sur la pénurie des enseignantes et enseignants au Manitoba; et l’Association francophone des doyens et directeurs d’éducation au Canada. Il a été coprésident de la Table ronde sur l’Éducation de base de l’Agence canadienne de développement international (ACDI).
En avril 2012, Raymond Théberge est nommé recteur et vice-chancelier de l'Université de Moncton après un concours entre trois candidats.
En décembre 2017, le premier ministre Justin Trudeau annonce la nomination de Raymond Théberge comme prochain commissaire aux langues officielles du Canada à partir du 29 janvier 2018. Il commença ses fonctions de commissaire le 29 janvier 2018.

## Œuvres
Au cours de sa carrière, Théberge a publié 20 articles, 3 livres et une bibliographie,,.

### Livres
- Théberge, R. et Côté, Luc, 2003. Cahiers franco-canadiens de l’Ouest. Numéro spécial, La question métisse: entre la polyvalence et l’ambivalence identitaires, volume 14, numéros 1 et 2. Saint-Boniface: Presses universitaires de Saint-boniface.
- Théberge R. et Raymond-M. Hébert. 1997. Canada : horizons 2000, Un pays à la recherche de soi. SaintBoniface : Presses universitaires de Saint-Boniface.
- Théberge, R. et Lafontant, J., (dir.). 1987. Demain, la francophonie en milieu minoritaire? Saint-Boniface : Centre de recherche du Collège de Saint-Boniface[9].

### Articles
- Magsino, R. Long, J. C. et Théberge R. 2000. « Canadian Pluralism ». The Charter and Citizenship Education, Canadian. Ethnic Studies/Études ethniques au Canada XXXII. vol. 1.
- Ewart G, Legal R., Rivard L., et Théberge, R. 1999. « Intégration de la théorie et de la pratique en formation initiale : une expérience manitobaine ». Éducation et francophonie, 27 (printemps). Association d'éducation de langue française.
- Théberge R. et Welch D. 1998. « Vers l'intégration économique et culturelle : le développement économique des communautés francophones de l'Ouest »: Cahiers franco-canadiens de l'Ouest, vol. 10, no 2, p. 235-256.
- Théberge, R. et Walkty, C. 1994. « Les défis de l'éducation préscolaire dans un milieu minoritaire ». Éducation et Francophonie, vol. 22, no 3, p. 31-35.
- Théberge, R. 1993. « L'école francophone du 21e siècle ». Les actes du 1er congrès national de L'ACREF. Saint-Boniface.
- Théberge, R. et Duchesne, H. 1993. « La recherche-action dans des conditions difficiles ». In Libérer la recherche en éducation. Actes du 3e Congrès des Sciences de l’éducation de langue française du Canada. Ottawa : Centre franco-ontarien de ressources pédagogiques.
- Théberge, R. 1992 « Au-delà des différences : Le droit à l’avenir ». Les Actes du 45e Congrès de l’ACELF; Au-delà des différences, une francophonie à découvrir. Éducation et Francophonie. vol. 20, no spécial, p. 47-49.
- Théberge R. 1992. « Francisation et l’éducation préscolaire ». Éducation et francophonie, vol. 20, no. 21, p. 39-41.
- Théberge, R., 1991. « L’impact du jugement Mahé sur l’éducation au Manitoba ». In A la mesure du pays, Actes du dixième colloque du Centre d’études franco-canadiennes de L’Ouest. Saskatoon : Unité de recherche, Collège Saint-Thomas More, p. 31-36.
- Théberge, R. 1991. « Les programmes d'études de l'histoire au Manitoba ». Éducation et francophonie, vol. 19, no 2, p. 37-39.
- Landry, R., Allard, R., et Théberge, R. 1991. « School and family, French ambiance and the bilingual development of francophone Western Canadians ». The Canadian Modern Language Review, vol. 47, no. 5,
- Théberge, R. 1990. « Évaluation du programme d’études de français langue seconde en immersion à la 6e année ». La compréhension orale et la production orale. Winnipeg : Éducation et formation professionnelle.
- Théberge , R. 1990. « Évaluation de programme d’études de français langue seconde en immersion à la 9e année ». La compréhension et la production orale. Winnipeg : Éducation et formation professionnelle.
- Théberge, R. et Duchesne, H. 1990. « L'observation comme outil pédagogique en immersion française : initiation au processus d'innovation éducative ». In Contenu et impacts de la recherche actuelle en sciences de l'éducation : actes du 2e Congrès des Sciences de l'éducation de langue française au Canada. Édition du CRP : Université de Sherbrooke, p. 561-567.
- Théberge, R. 1990. « Les ayants droit se rendront-ils à l'école française? » Enjeu : éducation nationale. L'Association de la presse francophone.
- Théberge, R. et Lentz, F. 1990. « L'enseignement de la langue maternelle aux francophones de milieux minoritaires au Canada » In G. Gagné, M. Pagé, E. Tarrab Didactique des langues maternelles. Questions actuelles dans différentes régions du monde. Bruxelles : De Bolck-Wesmael s.a.
- Théberge, R. 1988. « Bilan des recherches en éducation au Manitoba ». In Recherche et progrès en éducation, bilan et prospective. Université Laval.
- Théberge, R. 1988. « Évaluation des composantes de la production orale et de la compréhension auditive des programmes d'études en immersion 3e.». Éducation Manitoba,.
- Théberge, R. 1987. « Scandale national, même où le nombre le justifie ». Revue de l'ACELF, vol. 15, no. 19, p. 12-19.
- Théberge, R. et Gagné, C. 1985. « La gestion de la crise linguistique au Manitoba ». Canadian Associations Canadiennes.